# Grupo desportivo da Companhia têxtil do Punguè
Le Grupo Desportivo da Companhia Têxtil do Punguè est un club mozambicain de football basé à Beira et fondé en 1943.

## Palmarès
- Championnat du Mozambique de football (1)
  - Champion : 1981

- Coupe du Mozambique de football
  - Finaliste : 1979 et 2006

- Supercoupe du Mozambique de football  (1)
  - Vainqueur : 1982
  - Finaliste : 2007